# St. Franziskus von Assisi (Qawra)

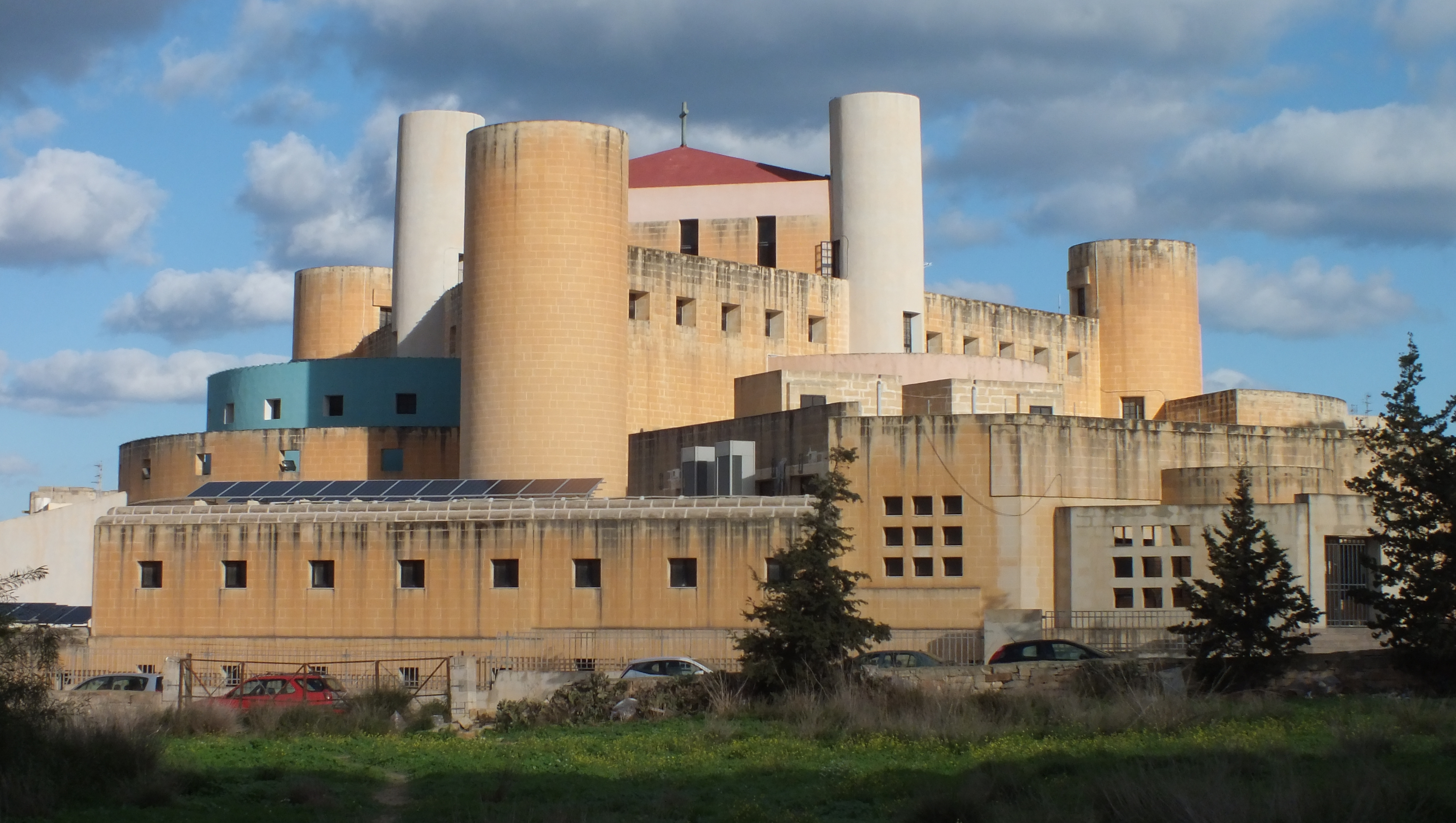
Ansicht des Kirchenkomplexes von der Südseite

Die St. Franz-von-Assisi-Kirche (deutsch für Kirche St Francis of Assisi; maltesisch San Frangisk t'Assisi) ist eine katholische Pfarrkirche in der maltesischen Stadt San Pawl il-Baħar im Ortsteil Qawra, Annetto Caruana Street. Das Kirchengebäude wurde 1996 nach Plänen des Architekten Richard England fertiggestellt und 1999 dem Kirchenpatron Franz von Assisi geweiht.

## Geschichte
Die Ursprünge der Gemeinde in Qawra reichen bis Mitte der 1950er Jahre zurück. Mit der Ausdehnung der Besiedlung der St. Paul’s Bay errichteten die Christen eine Gebetskapelle in unmittelbarer Nähe ihrer Sommerwohnorte, um hier die Eucharistie zu feiern. Als die Kapelle für die wachsende Einwohnerschaft nicht mehr ausreichte, wurden ab 1955 die Gottesdienste in zwei Garagen gehalten. Im Jahr 1963 legte die Gemeinde den Grundstein für ein Kirchengebäude im Ortsteil Bugibba, das 1968 fertiggestellt war, einen Namen hatte das Gotteshaus anfangs jedoch nicht. Nun konnten die Messen ganzjährig gehalten werden. Im Jahr 1979 weihte Erzbischof Joseph Mercieca die Kirche auf den Heiligen Maximilian Maria Kolbe, und gleichzeitig wurden täglich Messen gefeiert.
Der heutige Ortsteil Qawra entwickelte sich schrittweise, vor allem in den Sommermonaten wohnten hier viele Tausende Malteser. Auch christliche Touristen kamen den Ort besuchen, Hotels entstanden. Die Kolbe-Kirche fasste bald all die Besucher kaum noch. So entschied die damalige zuständige Kirchengemeinde von Bugibba 1988, in Qawra in der Nachbarschaft eines Klosters Land zu erwerben, um darauf einen neuen Sakralbau errichten zu können.
Nun entwarf der Architekt Richard England einen Kirchenkomplex im Stil der Moderne, dessen Bau mit der Grundsteinlegung am 27. März 1991 begann. Weil der Name des Kirchenpatrons schon ausgewählt worden war, holten Kirchenbeauftragte den ersten Stein direkt aus Assisi. Vor der Einweihung des Kirchengebäudes diente die bereits fertige Krypta ab 1994 für Messen.
Unter der Leitung des Pfarrers George Parish Zammit entstand bis 1995 ein Gemeindezentrum, das vor allem die Christenlehre für Kinder organisierte. Dieser Einrichtung folgte die Erweiterung zu einem Pastoralzentrum, das 1998 seine Arbeit aufnehmen konnte und auch Neubauten für das Kloster umfasste sowie die eigene Kapelle Tas-Sacrament (Allerheiligstes Sakrament).
Das Gotteshaus wurde im Jahr 1996 vollendet. Am 11. August 1999 weihte Erzbischof Joseph Mercieca den Sakralbau dem Kirchenpatron Franz von Assisi.
Ein Dekret vom 8. Dezember 2004 erhob die Kirchengemeinde Qawra zu einer selbstständigen Pfarrei, das Gotteshaus ist seitdem eine Pfarrkirche.

## Architektur

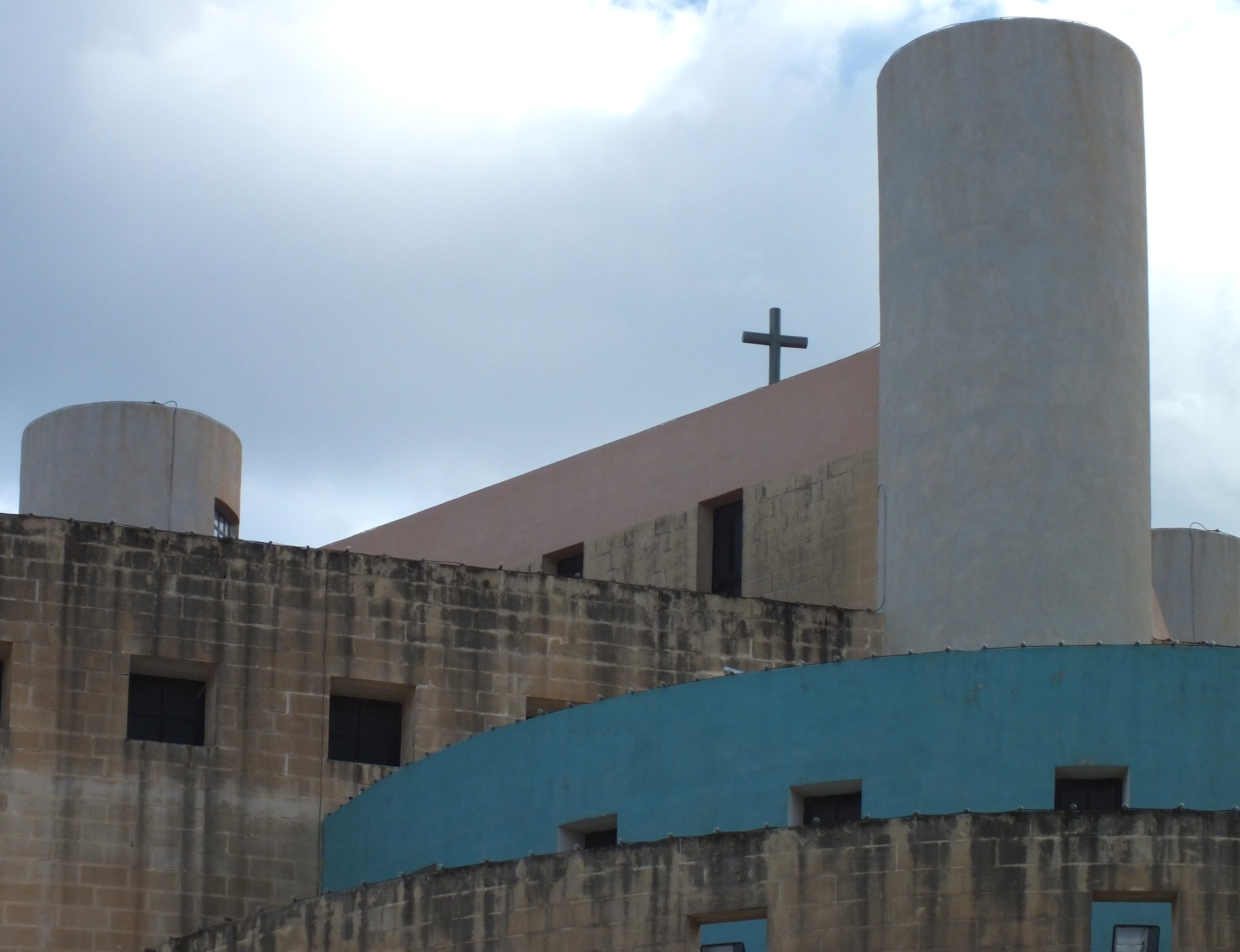
Detailansicht der oberen Stockwerke des Kirchengebäudes

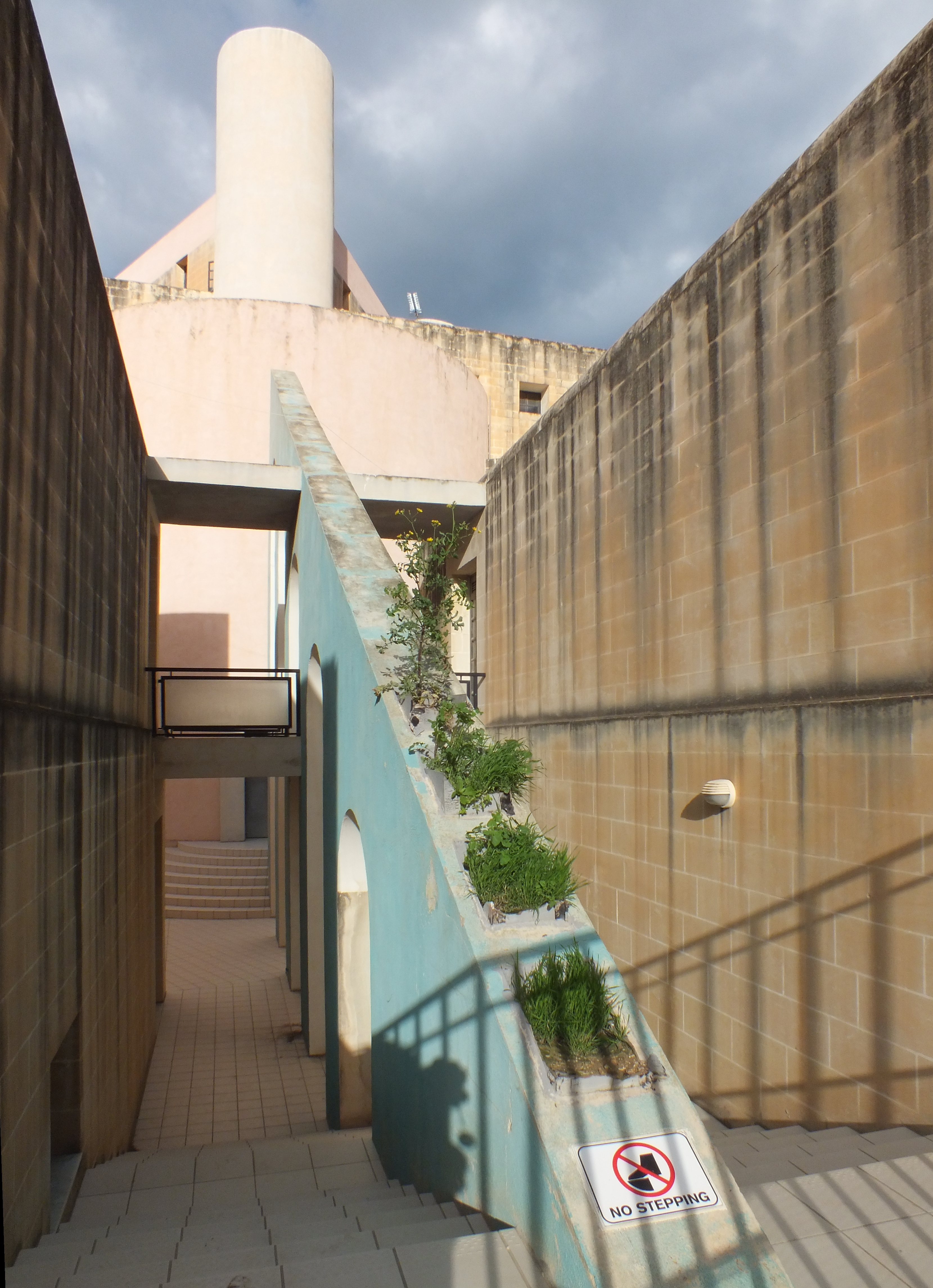
Schmuck-Strebepfeiler

Die Kirche besitzt einen ungewöhnlichen Grundriss. Im Kern sind zwei Rundbauten mit unterschiedlichen Durchmessern (18 m und 30 m) nebeneinander angeordnet. Der Komplex wird von einem Dreiecksbau eingefasst beziehungsweise überwölbt, dessen Ecken mit aufragenden runden Türmen markiert sind, die Seitenlängen des gleichschenkligen Dreiecks betragen 34 m. In die Dreiecksfläche ist um 180 Grad gedreht ein kleineres Dreieck mit 19 m Seitenlängen eingeschrieben, dessen Ecken ebenfalls mit senkrechten Rundtürmchen besetzt sind. Die Höhe des oberen Dreiecks gegenüber dem Straßenniveau beträgt etwa 35 m, die Türmchen sind noch etliche Meter höher. Die sehr unregelmäßige Grundfläche der Kirche kann mit 2700 Quadratmeter abgeschätzt werden.
Die Anordnung in verschiedenen Dreiecksformen lässt darauf schließen, dass hier die Heilige Dreifaltigkeit versinnbildlicht wurde.
Die expressionistische moderne Formensprache setzt sich in den umgebenden Gemeinde- und Klosterbauten fort, die in der Höhe auf drei Etagen begrenzt sind und Rund- und Halbrundelemente aufnehmen. Sie sind auf dem gesamten Grundstück symmetrisch um den eigentlichen Sakralbau gruppiert, teilweise mit ihm baulich verbunden. Zwischen allen Gebäuden ist dennoch ausreichend Platz gelassen.

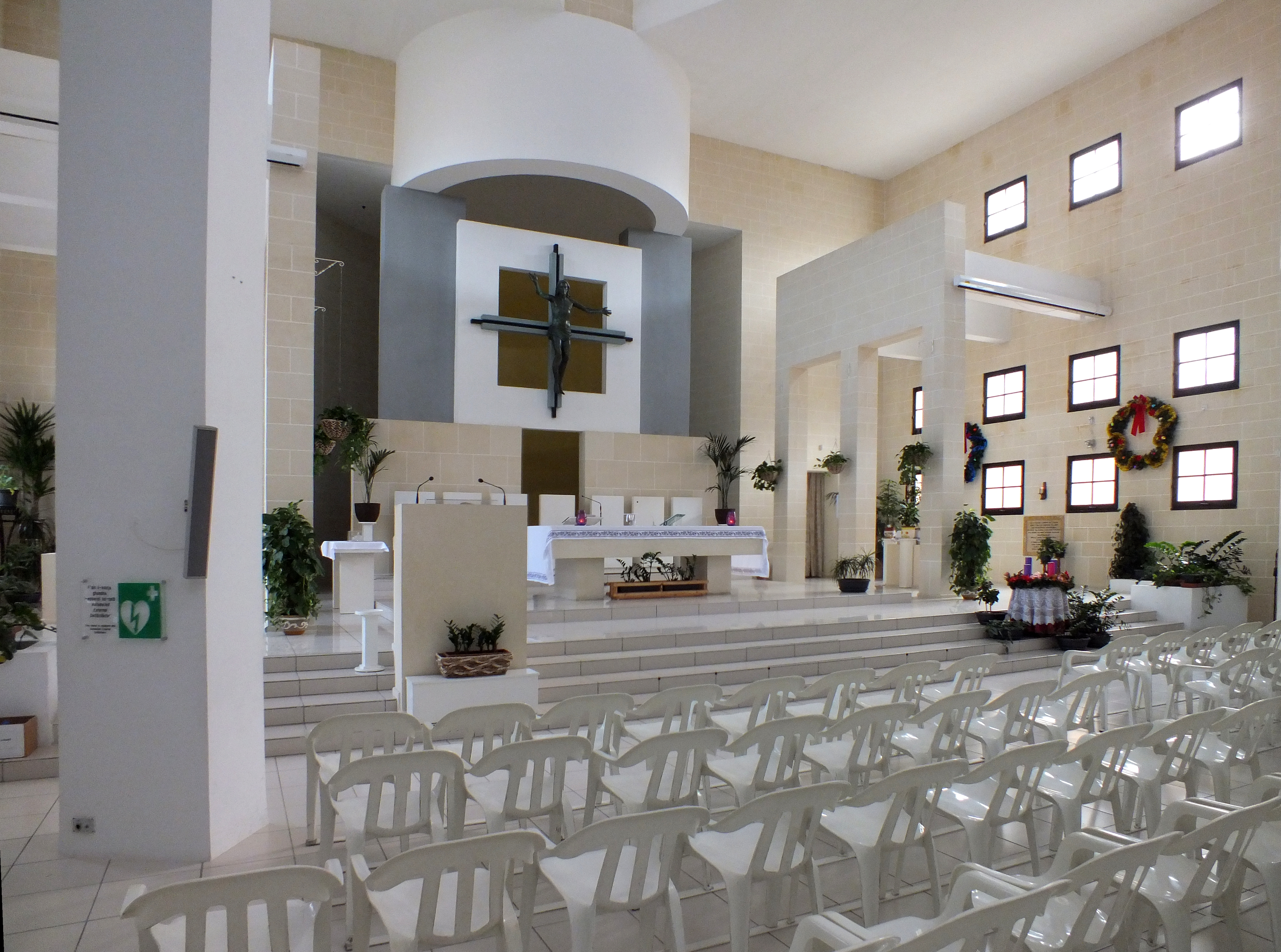
Altarraum

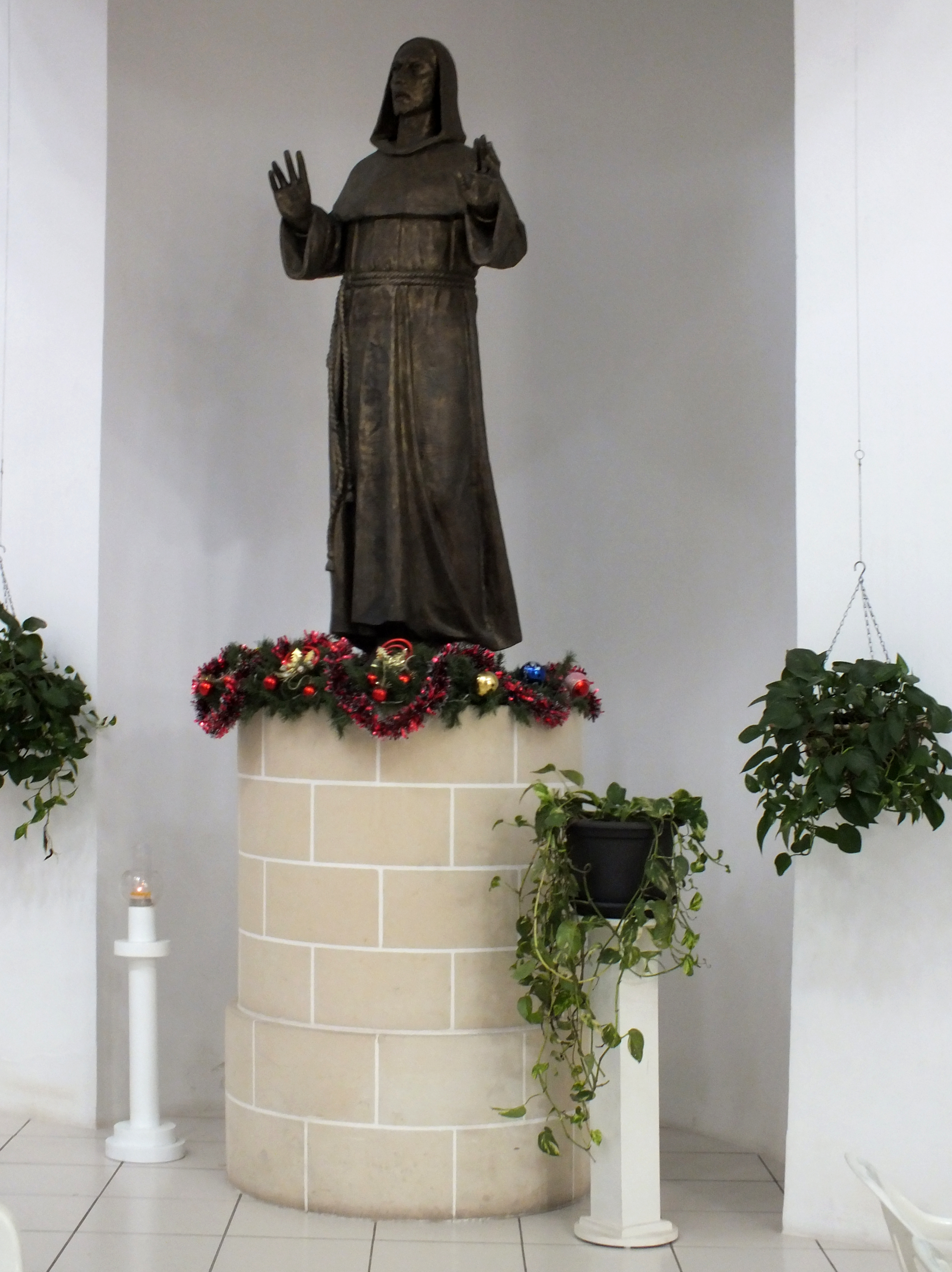
Statue des hl. Franz von Assisi in einer Nische

Der Architekt hatte seinen Entwurf unter anderem mit einheimischen Mönchen diskutiert und ihre Hinweise zu großen Teilen berücksichtigt. Klare Strukturen und glatte Fassaden in leichter Farbigkeit (rotes dreieckiges leicht erhöhtes Dach, blaue senkrechte Fassadenfläche auf der abgesetzten oberen Ostseite des Hauptgebäudes) werden von einfachen rechtwinkligen Fenstern unterbrochen. Ohne statische Funktionen sind an sich gegenüberstehenden Bauwerksteilen (südöstlich und nordwestlich) des Kirchenschiffes angedeutete historische Strebepfeiler platziert. Ihre Stützstreben dienen als Pflanzschalen. Von der Nordostseite führt eine lange schräge Treppe bis an den Hauptraum.
Auf dem Dach von Nebengebäuden im Südwest-Bereich des Kirchengrundstücks sind Solarzellen installiert.
Das Innere ist ebenfalls in klaren Formen ausgeführt, die Betonflächen der Wände strahlen in Weiß, größere Flächen sind auch mit dem einheimischen Kalkstein verkleidet und die Kirchenfenster sind nicht farbig. Zur Ausstattung gehören neben Altar und Kruzifix außerdem eine Orgel auf der Empore, einige Statuen und die erwähnte Krypta.
Die Bestuhlung besteht aus einzelnen weißen Plastiksesseln.
In unmittelbarer Umgebung der Kirche entstanden auch neue im Baustil angepasste Klostergebäude, in denen die Franziskaner 1995 ihre Arbeit neu aufnahmen.

## Heilige Messen
An Sonn- und Feiertagen finden jeweils vormittags (8 Uhr, 9.30 Uhr, 11 Uhr) Messen in englischer Sprache statt, um 18:30 wird der Gottesdienst auf Maltesisch gehalten.
An Werktagen gibt es drei Messen (7:30, 8:30, 18:30 Uhr) und sonnabends zwei (18:30; 20:00 Uhr).
Pfarrer
Von 1991 bis um 2009 war Pater George Parish Zammit der erste Pfarrer der Gemeinde in Qawra.
In den 2010er Jahren wurde Pater Christopher Galdes zum zweiten Priester der Pfarrei berufen.